# Шипиловского молокозавода
Шипиловского молокозавода — поселок Приволжского сельского поселения Мышкинского района Ярославской области.

## География
Находится в западной части Ярославской области на правом берегу реки Сутка на расстоянии приблизительно 12 км на запад по прямой от районного центра города Мышкин.

## История
На карте 1981—1984 годов поселок отмечен еще только как группа безымянных строений.

## Население
Численность населения: 7 человек в 2002 году, 8 в 2010.